# Nusalala marini
Nusalala marini is een insect uit de familie van de bruine gaasvliegen (Hemerobiidae), die tot de orde netvleugeligen (Neuroptera) behoort. 
Nusalala marini is voor het eerst wetenschappelijk beschreven door Monserrat in 2000.